# Великдань, Николай Тимофеевич
Никола́й Тимофе́евич Великда́нь (род. 6 марта 1956 года, Советское Руно, Ипатовский район, Ставропольский край, РСФСР, СССР) — российский политический деятель. Председатель Ставропольской краевой думы с 30 сентября 2021 года. Депутат Ставропольской краевой думы с 19 сентября 2021 года. Член Президиума регионального политического совета партии «Единая Россия».
Первый заместитель председателя Правительства Ставропольского края (18 мая 2012—30 сентября 2021). Глава администрации Труновского муниципального района (2009—2012).
Из-за вторжения России на Украину, находится под международными санкциями всех стран Евросоюза, Украины и Швейцарии

## Биография
Николай Тимофеевич Великдань родился 6 марта 1956 года, в селе Советское Руно, Ипатовского района, Ставропольского края.
После окончания средней школы поступил в Григорополисский сельскохозяйственный техникум Новоалександровского района.
Окончил Ставропольский сельскохозяйственный институт по специальности — агроном.
С 1977 года работал в агропромышленном комплексе Ставропольского края.
В 1975–1977 годах — проходил службу в рядах Советской Армии.
В 1977–1987 годах – бригадир, секретарь парткома, главный агроном овощеводческой бригады совхоза «Правокубанский» Кочубеевского района.
В 1987–1989 годах — директор совхоза «Красная заря» Кочубеевского района.
В 1989–1990 годах — заместитель генерального директора по производству агрофирмы «Невинномысск».
В 1990–1992 годах  — первый заместитель директора, главный агроном совхоза «Правокубанский» Кочубеевского района.
В 1992–1997 годах — директор АО «Правокубанское».
В 1997–1999 годах — первый заместитель главы, начальник управления сельского хозяйства администрации Кочубеевского района.
В 1999–2003 годах – генеральный директор АОЗТ машинно-технологическая станция «Каменская» Кочубеевского района.
В 2003 году – генеральный директор ОАО Торговый дом «Урожай» города Невинномысска.
В 2003–2004 годах – заместитель генерального, генеральный директор ЗАО «Агротон-С» города Ставрополя.
В 2005–2008 годах – начальник отдела сельского хозяйства администрации Кочубеевского района.
В 2008–2009 годах – заместитель министра сельского хозяйства Ставропольского края.
В 2009–2012 годах – глава администрации Труновского муниципального района Ставропольского края.
Председатель попечительского совета Ставропольского краевого отделения Русского географического общества.
С 18 мая 2012 по 27 сентября 2021 года — первый заместитель председателя Правительства Ставропольского края.
19 мая 2021 года стал участником предварительного голосования партии «Единая Россия».
19 сентября 2021 года избран депутатом Ставропольской краевой думы VII созыва по одномандатному избирательному округу № 8.
30 сентября 2021 года избран председателем Ставропольской краевой думы.

## Санкции
21 июля 2022 года, на фоне вторжения России на Украину, был включён в санкционные списки Евросоюза за «распространение пророссийской дезинформации и пропаганды в контексте войны, а также стремление заручиться внутренней поддержкой в России для войны против Украины». Евросоюз отмечает что Великдань «публично поддерживал и продвигал вторжение в Украину, распространяя пропаганду относительно российского вторжения и распространяя искаженную картину ситуации в Украине».
19 октября 2022 года внесён в санкционный список Украины «за поддержку действий или политики, которые подрывают территориальную целостность, суверенитет и независимость Украины»
По аналогичным основаниям находится под санкциями Швейцарии. Ранее был внесён ФБК список коррупционеров и разжигателей войны, с предложением введения против него международных санкций.

## Награды
- Медали «За доблестный труд» I, II, и  III степени — за большой вклад в развитие агропромышленного комплекса и экономики региона, обеспечение продовольственной безопасности, а также за активную реализацию на Ставрополье государственных программ Российской Федерации , направленных на развитие сельских территорий и улучшение жилищных условий сельского населения.
- Медаль «За заслуги перед Ставропольским краем».